# 馬仙ベン
馬仙琕（ば せんべん、生年不詳 - 516年）は、南朝斉から梁にかけての軍人。字は霊馥。本貫は扶風郡郿県。

## 経歴
馬伯鸞の子として生まれた。幼名を「仙婢」といったが、成長すると「婢」の字はよろしくないとして、女偏を玉偏に改めた「琕」字を取って仙琕を名乗った。若くして勇敢なことで知られた。父が死去すると喪に服したが、哀毀はなはだしく礼の規定を超えて痩せ細り、土を背負って墓を盛り、手ずから松や柏を植えた。郢州主簿を初任とし、武騎常侍に転じた。小将となり、斉の安陸王蕭緬に従った。蕭緬が死去すると、明帝に仕えた。永元年間に蕭遙光や崔慧景の反乱が起こると、仙琕は戦功を重ねて、勲功により前将軍に進み、龍驤将軍・南汝陰譙二郡太守として出向した。寿陽が陥落し、北魏の王粛が侵攻してくると、仙琕は少数の兵で奮戦して、功績により寧朔将軍・豫州刺史に転じた。
蕭衍が起兵すると、仙琕の旧友である姚仲賓に命じて仙琕を説得させたが、仙琕は姚仲賓を軍中で斬った。蕭衍の軍が東下して新林に達したが、仙琕は江北で兵を持ったまま水運を監督していた。建康が陥落すると、仙琕は武装を解除して蕭衍に帰順した。ほどなく仙琕の母が死去すると、蕭衍はかれの貧しいのを知って、見舞いを厚く給与した。仙琕は号泣して、報恩を誓った。
天監4年（505年）、梁の武帝（蕭衍）が北伐の軍を起こすと、仙琕は戦うたびに当たるところを撃破して、多大な戦功を挙げ、勇は三軍に冠すと評価された。輔国将軍・宋安安蛮二郡太守に任じられ、南義陽郡太守に転じた。山中の少数民族を連破して、郡境の治安を回復した。功績により含洭県伯に封じられ、輔国将軍のまま都督司州諸軍事・司州刺史に転じた。まもなく貞威将軍の号を受けた。
天監7年（508年）、北魏の懸瓠の城民の白早生が豫州刺史の司馬悦を殺害して梁に降ると、武帝は仙琕を派遣し、さらに直閤将軍の武会超と馬広を派遣して応援させた。仙琕は楚王城に進んで駐屯し、副将の斉苟児に兵2000をつけて懸瓠を守らせた。北魏の中山王元英が10万の兵を率いて懸瓠を攻撃すると、仙琕は馬広や武会超らを派遣して三関を守らせた。12月、元英は懸瓠を落とし、斉苟児を捕らえた。そのまま馬広を撃破し、馬広を生け捕りして洛陽に送った。仙琕は救援できず、武会超らも相次いで撤退し、魏軍が三関を占拠した。仙琕は召還されて敗戦の罪を問われ、雲騎将軍となった。豫章王蕭綜の下で仁威司馬となった。天監10年（511年）、蕭綜が雲麾将軍・郢州刺史となると、仙琕は雲麾司馬となり、振遠将軍の号を加えられた。
朐山の民が琅邪郡太守の劉晣を殺害し、北魏に降伏すると、武帝は仙琕に命じてこれを攻撃させた。北魏の徐州刺史の盧昶が十数万の兵を率いて援軍にやってきたが、仙琕はこれと戦って破った（朐山の戦い）。仙琕は建康に凱旋し、太子左衛率に転じ、爵位は侯に進んだ。天監11年（512年）、持節・督豫北豫霍三州諸軍事・信武将軍・豫州刺史に転じ、南汝陰郡太守を兼ねた。
合肥にあること4年、在官のまま死去した。左衛将軍の位を追贈された。諡は剛といった。
子の馬巌夫が後を嗣いだ。

## 伝記資料
- 『梁書』巻17 列伝第11
- 『南史』巻26 列伝第16